# 沙澄
沙澄（17世纪—1696年），字會清，山東萊陽縣人。清初政治人物。

## 生平
順治二年（1645年）舉乙酉科山東鄉試，順治三年（1646年）聯登丙戌科三甲進士。選庶吉士，散館授檢討。官至禮部尚書。

## 親屬
兄弟沙瀛、沙潢。子沙汝灃、沙汝洛（山东曲阜孔兴燮女婿、孔毓圻妹夫）。沙汝洛孙女嫁大学士张鹏翮子张懋龄的儿子张勤辅。张懋龄为孔毓圻女婿。

## 外部連結
- 蓬莱历史文物遗迹遗址：沙澄故居 （页面存档备份，存于）